# Short People
"Short People" is een nummer van de Amerikaanse singer-songwriter Randy Newman, dat in november 1977 als single werd uitgebracht door Warner Bros. Records. Het verscheen in dat jaar tevens als albumnummer op Little Criminals. 

## Achtergrond
Newman trachtte discriminatie en vooringenomenheid te ridiculiseren door in "Short People" kleine mensen op de hak te nemen, maar deze ironische benadering van Newman (die zelf 1,83 meter lang is) werd niet door iedereen begrepen. De ophef rond de single deed twee radiostations in Boston besluiten het niet meer te draaien. Tijdens de tournee ter gelegenheid van Little Criminals werd Newman met de dood bedreigd. Hij had niet verwacht dat "Short People" zo veel teweeg zou brengen: "I had no idea that anything that silly would be taken seriously." De grote hoeveelheid aandacht leidde echter wel tot een commercieel succes, met 750.000 verkochte exemplaren en een tweede plaats in de Billboard Hot 100.
In Nederland werd de plaat op zaterdag 10 december 1977 verkozen tot de 351e Troetelschijf van de week op Hilversum 3. De plaat werd een radiohit op de nationale publieke popzender, maar bereikte de Nationale Hitparade niet. De plaat bleef steken in de Nationale Tip 30 en stond acht weken genoteerd. Wel bereikte de plaat de 22e positie in de Nederlandse Top 40.  In de 1976 gestarte Europese hitlijst op Hilversum 3, de TROS Europarade, werd geen notering behaald.
In België bereikte de plaat de 22e positie in de voorloper van de Vlaamse Ultratop 50. In de Vlaamse Radio 2 Top 30 en in Wallonië werd geen notering behaald.

## Musici
- Randy Newman - zang en piano
- Glenn Frey - achtergrondzang
- John David Souther - achtergrondzang
- Timothy B. Schmit - achtergrondzang
- Klaus Voormann - basgitaar
- Milt Holland - conga's
- Jim Keltner - drums
- Waddy Wachtel - gitaar

## Hitnoteringen

### Nederlandse Top 40
| Nummer | 31 | 28 | 23 | 22 | 38 | uit |

### Nationale Hitparade / Nationale Tip 30
Hitnotering: 26-11-1977. Pieknotering: #1 (8 weken notering)

### Vlaamse Ultratop 50
| Hitnotering: 14-01-1978 t/m 22-01-1978 | Hitnotering: 14-01-1978 t/m 22-01-1978 | Hitnotering: 14-01-1978 t/m 22-01-1978 | Hitnotering: 14-01-1978 t/m 22-01-1978 | Hitnotering: 14-01-1978 t/m 22-01-1978 |
| Week:                                  | 1                                      | 2                                      | 3                                      |                                        |
| -------------------------------------- | -------------------------------------- | -------------------------------------- | -------------------------------------- | -------------------------------------- |
| Positie:                               | 22                                     | 22                                     | uit                                    |                                        |

### NPO Radio 2 Top 2000
| Nummer met noteringen in de NPO Radio 2 Top 2000 | '03  | '04  | '05  | '06  | '07  | '08  | '09  | '10  | '11  | '12 | '13  |
| ------------------------------------------------ | ---- | ---- | ---- | ---- | ---- | ---- | ---- | ---- | ---- | --- | ---- |
| Short People                                     | 1279 | 1297 | 1364 | 1760 | 1961 | 1673 | 1532 | 1723 | 1671 | -   | 1954 |

1. ↑  Een '-' betekent dat het nummer niet was genoteerd en een vetgedrukt getal geeft de hoogste notering aan.
2. ↑  2003 was het eerste jaar met een notering voor dit nummer.
3. ↑  Deze tabel is bijgewerkt tot en met de laatste editie (2024).